# Suillus tridentinus
Bolet du Trentin, Bolet orangé du Mélèze
Espèce
Statut de conservation UICN

 LC  : Préoccupation mineure
Suillus tridentinus, le Bolet du Trentin, est une espèce de champignon (Fungi) basidiomycète du genre Suillus. Il est caractérisé par ses pores orangés et son habitat sous mélèzes.

## Taxonomie
Le nom correct complet (avec auteur) de ce taxon est Suillus tridentinus (Bres.) Singer, 1945. 
L'espèce a été initialement classée dans le genre Boletus sous le basionyme Boletus tridentinus Bres., 1881.

### Synonymes
Suillus tridentinus a pour synonymes :
- Boletinus tridentinus (Bres.) Bigeard & H. Guill., 1913
- Boletopsis tridentina (Bres.) Henn., 1900
- Boletus extractus Britzelm., 1893
- Boletus fulvescens Smotl., 1911
- Boletus tridentinus Bres., 1881
- Ixocomus flavus var. tridentinus (Bres.) Quél., 1890
- Ixocomus tridentinus (Bres.) Singer, 1938
- Viscipellis tridentina (Bres.) Quél., 1886
- Viscipellis tridentina (Bres.) Quél., 1886
- Viscipellis tridentina (Bresadola) Quélet, 1886

### Étymologie

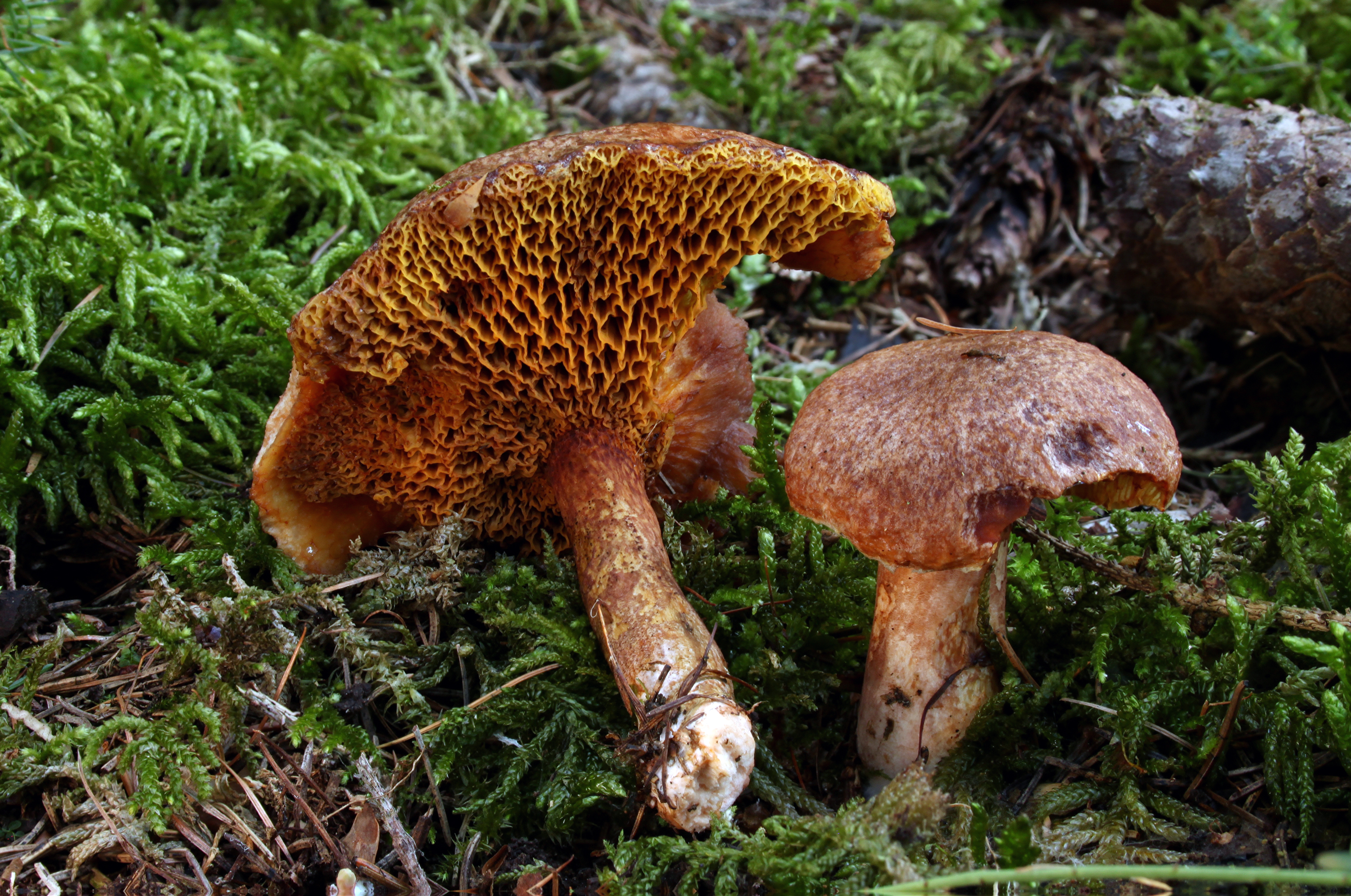
Deux sporophores de S. tridentinus en Allemagne.

L'épithète spécifique tridentinus fait référence à la région du Trentin, patrie de Giacomo Bresadola, qui lui donna son nom en 1881.

### Noms vulgaires et vernaculaires
Ce taxon porte en français les noms vernaculaires ou normalisés suivants : bolet du trentin, bolet orangé du Mélèze,.

## Description du sporophore

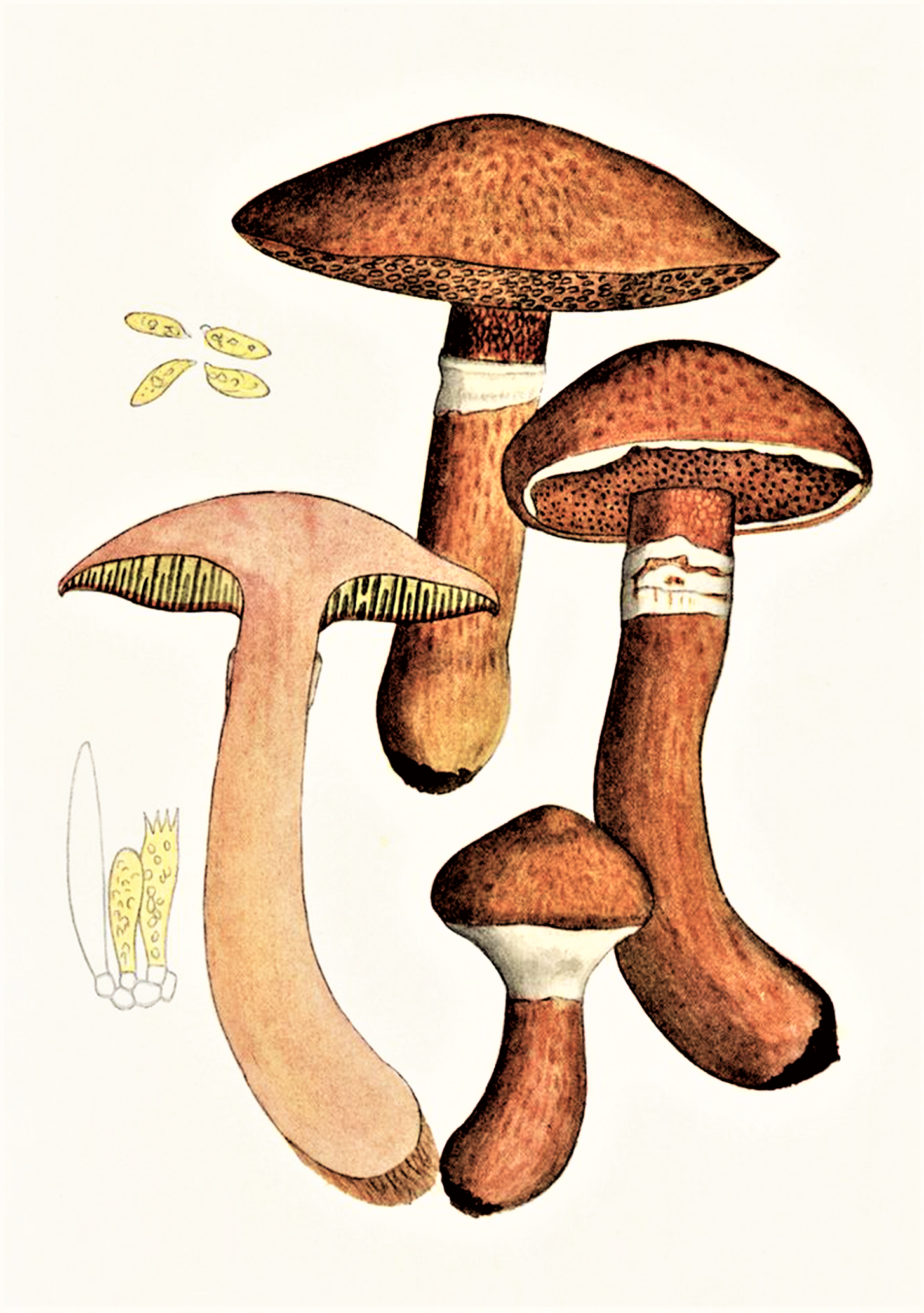
Illustration de Suillus tridentinus par Giacomo Bresadola.

Les bolets sont des champignons dont l’hyménophore, constitué de tubes et terminés par des pores, se sépare facilement de la chair du chapeau. Ce chapeau d'abord rond, recouvert d'une cuticule, devient convexe à mesure qu’il vieillit. Ils ont un pied (stipe) central assez épais et une chair compacte. Les caractéristiques morphologiques de S. tridentinu sont les suivantes :
Son chapeau mesure 4 à 12 cm, il est un peu visqueux, tout couvert de squames orange à brun rougeâtre sur un fond un peu plus pâle.
L'hyménophore présente des tubes un peu décurrents, jaune orangé à orangé vif. Ses pores sont amples, orange cuivré à orange ochracé.
Son stipe mesure 4 à 10 cm x 1 à 3 cm, il est jaune citron ou jaune orangé au-dessus de l'anneau blanchâtre, plus pâle, crème, à la base.
La chair est molle, jaune virant au rougeâtre puis brunissant. Sa saveur est douce et son odeur est faible.

### Caractéristiques microscopiques
Ses spores mesurent 8,5 à 11 μm x 4 à 5,5 μm, elles sont elliptiques-fusoïdes.

## Habitat et distribution
Il s'agit un champignon ectomycorhizien, montagnard, poussant uniquement sous les mélèzes, surtout sur sol calcaire.

## Comestibilité
Comme tous les bolets du genre Suillus, le Bolet du Trentin est un comestible médiocre, plus au moins laxatif selon la tolérance individuelle, la quantité consommée et le degré de maturité des spécimens consommés. Pour cela il est préconisé de ne cueillir que des jeunes spécimens, de retirer le pied fibreux, de peler la cuticule et de consommer une quantité modeste la première fois pour évaluer sa propre tolérance aux effets laxatifs. De par sa rareté, qui devrait inciter à ne pas le rechercher à des fins de consommation, il ne fait état d'aucune consommation traditionnelle ou occasionnelle notable, de sorte qu'il peut être considéré comme sans intérêt alimentaire, sous les conditions citées précédemment .

## Confusions possibles
Parmi les Suillus liés aux mélèzes, le Bolet du Trentin est le seul de teinte rouge orangé à avoir des squames sur le chapeau. Il est à comparer avec :
- Le Bolet de Sibérie (Suillus sibiricus), qui pousse sous les pins à cinq aiguilles (Pin cembro, Pin weymouth et Pin de Sibérie), sa couleur est plus jaunâtre et les squames du chapeau sont moins marquées. Sans intérêt alimentaire jeune, bien cuit.
- Le Bolet de Lake (Suillus lakei), qui a un chapeau fortement méchuleux, des pores jaunes et pousse sous les Douglas. Sans intérêt alimentaire jeune, bien cuit.